# 黑蒜

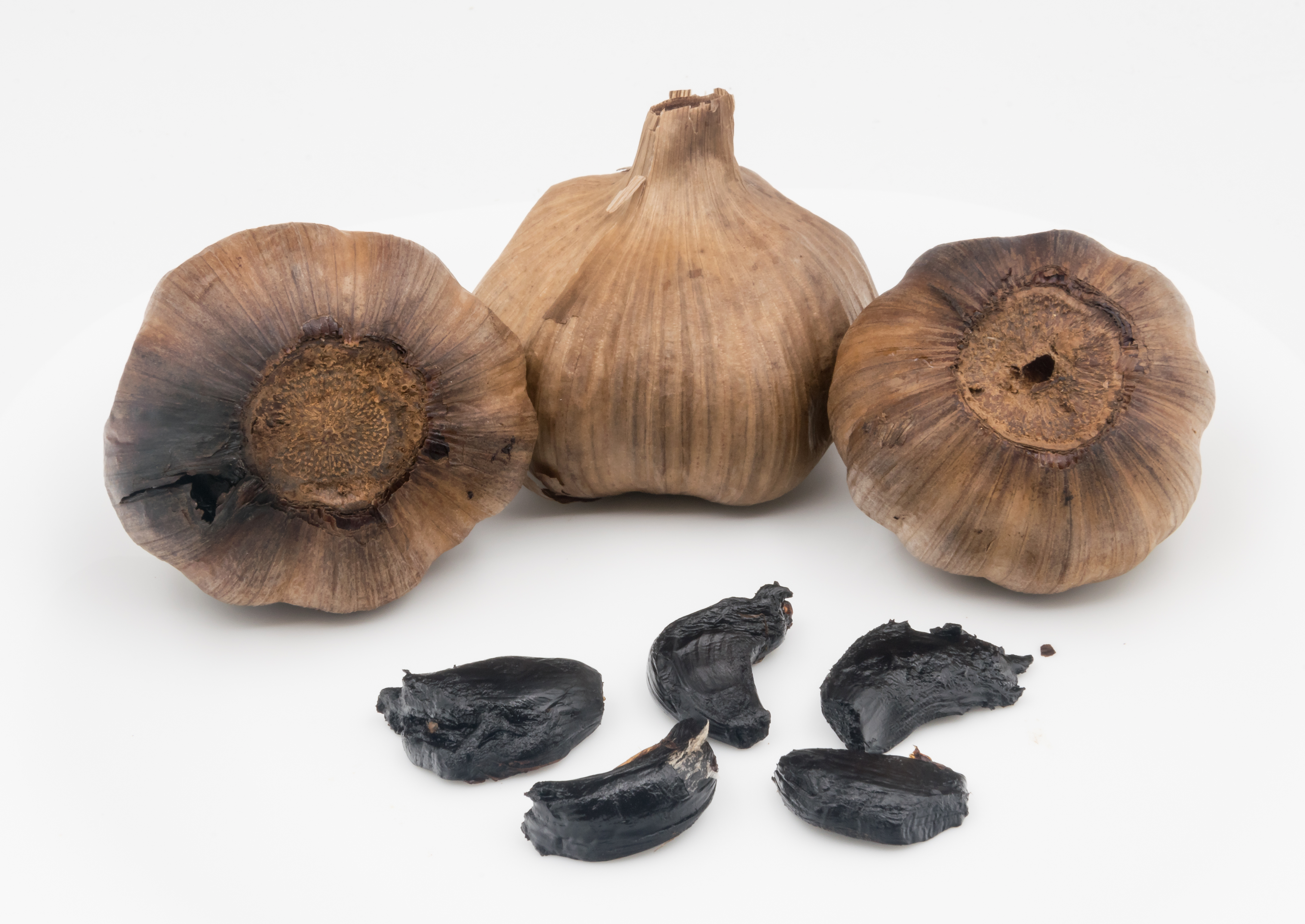
黑蒜的一种

黑蒜是一种加工过的大蒜食品。

## 製作
把普通大蒜置于60摄氏度左右高温度的环境下一个月以上直至发生梅納反應制成的，在这一温度下大多数微生物都不能生存，因此这一过程并不是发酵。然而有研究發現生蒜和黑蒜中有抗熱的內共生細菌，有可能也和黑蒜的製作有關。

## 質感
黑蒜没有鲜蒜的刺激性气味，質感较好。

## 保健功效
黑蒜是否具有独特的保健功效现在尚不明确。
鲜蒜中杀菌的主要成分大蒜素对温度敏感，因此黑蒜不具有鲜蒜的杀菌功效。